# Electron (raketa)
Electron je dvoustupňová orbitální nosná raketa americké společnosti Rocket Lab. Má výšku 17 metrů a průměr 1,2 metrů, zaměřuje se tak na segment malých satelitů, zejména CubeSaty. Její motory Rutherford, jež jsou z velké většiny vyráběné metodou 3D tisku, jako první motory orbitální nosné rakety využívají elektricky poháněná turbočerpadla.

Raketa má za sebou přes 20 startů, do roku 2022 letěla vždy z Rocket Lab Launch Complex 1 na poloostrově Mahia na novozélandském Severním ostrově, ale od roku 2023 využívá i raketový komplex ve Virginii v USA.

## Popis
Electron je dvoustupňová nosná raketa na kapalné pohonné látky (letecký petrolej (RP-1) a kapalný kyslík (LOX)). Tělo rakety je tvořeno uhlíkovými kompozity.
Oba stupně jsou vybaveny raketovými motory Rutherford (na prvním stupni devět, na druhém jeden upravený pro chod ve vakuu), které využívají elektrická turbočerpadla. Electron se tak stal první raketou v historii, která dosáhla oběžné dráhy s těmito čerpadly. Na druhém stupni se nachází tři baterie, z nichž dvě jsou během letu odhozeny, v rámci šetření hmotnosti. Během startu generuje první stupeň tah 162 kilonewtonů a druhý stupeň pak 22 kilonewtonů. Všechny motory jsou vybaveny 3D tištěnými díly.
Společnost Rocket Lab pak také vyvinula třetí stupeň (Kick stage), který může a nemusí být použit. Tento horní stupeň slouží ke zvýšení nosnosti a přesnosti navádění nákladu na cílovou oběžnou dráhu. Tento stupeň je vybaven jedním motorem Curie, který spaluje nespecifikované ekologické („zelené“) jednosložkové palivo. Kick stage byl poprvé použit při druhém startu rakety.  
Později byla také vyvinuta ještě družicová platforma Photon, která bude sloužit k vynášení satelitů na oběžnou dráhu Země nebo k Měsíci. Tato platforma je vybavena motorem hyperCurie.
Kryt pro užitečné zatížení je vyroben z uhlíkového kompozitního materiálu, je dlouhý 2,5 m a má výšku 1,2 m, celková hmotnost je 44 kg.

### Znovupoužitelnost
6. srpna 2019, společnost oznámila plány na záchranu a znovupoužívání prvních stupňů rakety Electron. Na rozdíl od prvních stupňů raket Falcon, které přistávají motoricky, budou první stupně rakety Electron budou přistávat na padáku a budou zachytávány vrtulníkem. Ten se postará o dopravu stupně na loď, která ho dopraví na pevninu.

#### První pokusy
- Let 10 (Running Out Of Fingers) - Během desátého letu byl proveden první pokus o průchod stupně atmosférou. Pokus byl úspěšný.
- Let 11 (Birds of a Feather) - Další pokus o průchod atmosférou. Pokus byl opět úspěšný.
- Let 16 (Return To Sender) - Pokus o přistání na mořské hladině. Stupeň byl úspěšně vyloven z vody.
- Let 20 (Running Out of Toes) - Dalšímu úspěšný pokus o přistání na mořské hladině. Stupeň byl úspěšně vyloven z vody.[5]

## Přehled startů
| Let číslo | Název mise                         | Datum startu (UTC)          | Místo startu | Náklad | Status    | Pokus o záchranu prvního stupně |
| --------- | ---------------------------------- | --------------------------- | ------------ | --- | --------- | ------------------------------- |
| 1         | "It's a Test"                      | 25. května 2017 04:20       | Mahia LC-1A  | — | Neúspěšná | Bez pokusu                      |
| 2         | "Still Testing"                    | 21. ledna 2018 01:43        | Mahia LC-1A  | Dove Pioneer 2x Lemur-2 Humanity Star                                                                              | Úspěšná   | Bez pokusu                      |
| 3         | "It's Business Time"               | 11. listopadu 2018 03:50    | Mahia LC-1A  | 2x Lemur-2 CICERO IRVINE01 NABEO 2x Proxima                                                                        | Úspěšná   | Bez pokusu                      |
| 4         | "This One's For Pickering"         | 16. prosince 2018 06:33     | Mahia LC-1A  | ELaNa-19 ALBus CeREs CHOMPTT CubeSail DaVinci ISX NMTSat RSat-P Shields-1 STF-1 SHFT 2 TOMSat EagleScout TOMSat R3 | Úspěšná   | Bez pokusu                      |
| 5         | "Two Thumbs Up"                    | 28. března 2019 23:27       | Mahia LC-1A  | R3D2 | Úspěšná   | Bez pokusu                      |
| 6         | "That's a Funny Looking Cactus"    | 5. května 2019 06:00        | Mahia LC-1A  | STP-27RD (SPARC-1; Falcon ODE; Harbinger)                                                                          | Úspěšná   | Bez pokusu                      |
| 7         | "Make it Rain"                     | 29. června 2019 04:30       | Mahia LC-1A  | BlackSky Global 3 2x Prometheus ACRUX-1 SpaceBEE 8 SpaceBEE 9 Painani 1                                            | Úspěšná   | Bez pokusu                      |
| 8         | "Look Ma, No Hands"                | 19. srpna 2019 12:12        | Mahia LC-1A  | Breizh Recon Orbiter BlackSky Global 4 2x experimentální satelit                                                   | Úspěšná   | Bez pokusu                      |
| 9         | "As the Crow Flies"                | 17. října 2019 01:22        | Mahia LC-1A  | Palisade | Úspěšná   | Bez pokusu                      |
| 10        | "Running Out Of Fingers"           | 6. prosince 2019 08:18      | Mahia LC-1A  | ATL-1 Fossasat-1 NOOR-1A NOOR-1B SMOG-P TRSI Sat ALE-2                                                             | Úspěšná   | Kontolovaný průstup atmosférou  |
| 11        | "Birds of a Feather"               | 31. ledna 2020 02:56        | Mahia LC-1A  | NROL-151 | Úspěšná   | Kontolovaný průstup atmosférou  |
| 12        | "Don't Stop Me Now"                | 13. června 2020 05:12       | Mahia LC-1A  | USA-301 USA-302 USA303 ANDESITE RAAF M2PF                                                                          | Úspěšná   | Bez pokusu                      |
| 13        | "Pics or it didn't happen"         | 4. července 2020 21:19      | Mahia LC-1A  | CE-SAT-IB 5x SuperDove Faraday 1                                                                                   | Neúspěšná | Bez pokusu                      |
| 14        | "I Can't Believe It's Not Optical" | 31. srpna 2020 03:05        | Mahia LC-1A  | Sequoia Photon | Úspěšná   | Bez pokusu                      |
| 15        | "In Focus"                         | 28. října 2020 21:21        | Mahia LC-1A  | CE-SAT-IIB 9x SuperDove                                                                                            | Úspěšná   | Bez pokusu                      |
| 16        | "Return to Sender"                 | 20. listopadu 2020 01:44    | Mahia LC-1A  | Dragracer A Dragracer B BRO-2 BRO-3 APSS-1 24x SpaceBEE Gnome Chompski                                             | Úspěšná   | Úspěšný (oceán)                 |
| 17        | "The Owl’s Night Begins"           | 14. prosince 2020 10:09     | Mahia LC-1A  | StriX-α | Úspěšná   | Bez pokusu                      |
| 18        | "Another One Leaves The Crust"     | 20. ledna 2021 07:26        | Mahia LC-1A  | GMS-T | Úspěšná   | Bez pokusu                      |
| 19        | "They Go Up So Fast"               | 22. března 2021 23:20       | Mahia LC-1A  | BlackSky Global 9 Centauri 3 Myriota 7 RAAF-M2 A RAAF-M2 B Gunsmoke-J Veery Hatchling Photon ("Pathstone")         | Úspěšná   | Bez pokusu                      |
| 20        | "Running Out of Toes"              | 15. května 2021 11:20       | Mahia LC-1A  | 2x BlackSky Global                                                                                                 | Neúspěšná | Úspěšný (oceán)                 |
| 21        | "It's A Little Chile Up Here"      | 29. července 2021 6:00      | Mahia, LC-1A | U.S. Space Force                                                                                                   | Úspěšná   | Bez pokusu                      |
| 22        | "Love At First Insight"            | 18. listopadu 2021 01:38:13 | Mahia, LC-1A | BlackSky | Úspěšná   | Úspěšný (oceán)                 |
| 23        | "A Data With Destiny"              | 9. prosince 2021 00:02      | Mahia, LC-1A | BlackSky | Úspěšná   | Bez pokusu                      |
| 24        | ""The Owls Night Continues""       | 28. února 2022 20:35        | Mahia, LC-1B | Synspective | Úspěšná   | Bez pokusu                      |
| 25        | "Without Mission A Beat"           | 2. dubna 2022 12:41         | Mahia, LC-1A | BlackSky | Úspěšná   | Bez pokusu                      |
| 26        | "Without Mission A Beat"           | 2. května 2022 22:49        | Mahia, LC-1A | Alba Orbital | Úspěšná   | Pokus                           |
| 27        | "CAPSTONE"                         | 28. června 2022 9:55        | Mahia, LC-1B | NASA | Úspěšná   | Bez pokusu                      |
| 28        | "Wise One Looks Ahead".            | 13. července 2022 06:30     | Mahia, LC-1A | NRO | Úspěšná   | Bez pokusu                      |
| 29        | "Antipodean Adventure"             | 4. srpna 2022 05:00         | Mahia, LC-1B | NRO | Úspěšná   | Bez pokusu                      |
| 30        | "The Owl Spreads Its Wings"        | 15. září 2022 20:38         | Mahia, LC-1B | Synspective | Úspěšná   | Bez pokusu                      |
| 31        | "It Argos Up From Here"            | 7. října 2022 17:09         | Mahia, LC-1B | NOAA/CNES | Úspěšná   | Bez pokusu                      |
| 32        | "Catch Me If You Can"              | 4. listopadu 2022 17:27     | Mahia, LC-1B | SNSA/OHB Sweden | Úspěšná   | Úspěšný (oceán)                 |
| 33        | "Virginia Is For Launch Lovers"    | 24. ledna 2023 17:27        | MARS, LC-2   | HawkEye 360 Cluster 6 (3×)                                                                                         | Úspěšná   | Bez pokusu                      |

## Selhání

#### "It's a Test"
25. května 2017 došlo k historicky prvnímu startu rakety Electron. Jak už název mise napovídá, jednalo se pouze o testovací let a raketa nevynášela žádný komerční náklad. Čtyři minuty po startu došlo k přerušení letu v době, kdy podle všeho druhý stupeň rakety pracoval bez větších problému. Vyšetřování ukázalo, že viníkem byla část pozemního vybavení, která měla zajišťovat přenos dat. Ztráta dat byla pro řídící systém rakety pokynem k zahájení autodestrukce.

#### "Pics or it didn't happen"
4. července 2020 měla raketa Electron vynést sedm malých družic. Zhruba 5 a půl minuty po startu došlo k nečekanému vypnutí motoru Rutherford na druhém stupni. Celá sestava nedosáhla první kosmické rychlosti a shořela v atmosféře. Vyšetřování probíhalo poměrně rychle. Vyšetřování ukázalo, že se za letu uvolnil jeden elektrický systém, čímž došlo k přerušení spojení mezi bateriemi a elektrickým čerpadlem motoru na druhém stupni.

#### "Running Out of Toes"
15. května 2021 proběhl jubilejní 20. start rakety Electron. Ihned po zapálení motoru druhého stupně došlo k anomálii, která měla za následek ztrátu mise. Podle interního vyšetřování, které Rocket Lab zveřejnilo 19. července 2021, závada na zapalovači druhého stupně vyvolala poškození datového signálu pro systém vektorování tahu motoru. Raketa se tím vychýlila z kurzu a počítač následně motor vypnul.